# Saint-Magne-de-Castillon
Saint-Magne-de-Castillon egy francia település Gironde megyében az Aquitania régióban. Lakosainak száma 2149 fő (2022. január 1.).

## Adminisztráció
Polgármesterek:
- 2008–2020 Jean-Claude Delongeas

## Demográfia
| Lakosok száma | 1275 | 1531 | 1640 | 1778 | 1958 | 2003 | 1998 | 2029 | 2030 | 2149 |
|               | 1968 | 1982 | 1990 | 2006 | 2013 | 2015 | 2017 | 2019 | 2020 | 2022 |